# Pseudohyaleucerea melanthus
Pseudohyaleucerea melanthus is een beervlinder uit de familie van de spinneruilen (Erebidae). De wetenschappelijke naam van de soort is voor het eerst geldig gepubliceerd in 1782 door Stoll.